# دونی رو
دونی رو (فرانسوی: Denis Roux‎؛ زادهٔ ۵ نوامبر ۱۹۶۱) دوچرخه‌سوار اهل فرانسه است.
از باشگاه‌هایی که در آن رکاب زده‌است می‌توان به تیم دوچرخه‌سواری رنو و تیم دوچرخه‌سواری سیستم یو اشاره کرد.